# Dirphia draudti
Dirphia draudti är en fjärilsart som beskrevs av Eugène Louis Bouvier 1935. Dirphia draudti ingår i släktet Dirphia och familjen påfågelsspinnare. Inga underarter finns listade i Catalogue of Life.